# CCMP
CCMP oder auch Counter-Mode/CBC-MAC Protocol ist gemäß IEEE 802.11i ein Sicherheitsstandard, der eine Kombination von verschiedenen kryptographischen Algorithmen verwendet. Die vollständige Bezeichnung lautet Counter Mode with Cipher Block Chaining Message Authentication Code Protocol.
CCMP basiert auf dem Advanced Encryption Standard (AES). Es wird ein 128 Bit langer Schlüssel mit einem 48 Bit langen Initialisierungsvektor verwendet.

## Bestandteile von CCMP
- Die CM (Counter Mode)-Komponente bewirkt die Verschlüsselung der Daten.
- Der CBC-MAC (Cipher Block Chaining Message Authentication Code) übernimmt die Integritätssicherung und Authentifizierung der Daten.

## CCMP und RSN
Anders als WRAP (Wireless Robust Authenticated Protocol) schreibt CCMP vor, den RSN-Standard (Robust Security Network) zu nutzen.